# Сент-Олбанс (місто, Вермонт)
Сент-Олбанс (англ. St. Albans) — місто (англ. city) в США, в окрузі Франклін штату Вермонт. Населення — 6877 осіб (2020).

## Географія
Сент-Олбанс розташований за координатами 44°48′42″ пн. ш. 73°5′4″ зх. д. / 44.81167° пн. ш. 73.08444° зх. д. (44.811538, -73.084462).  За даними Бюро перепису населення США в 2010 році місто мало площу 5,25 км², з яких 5,25 км² — суходіл та 0,00 км² — водойми.

## Демографія
Згідно з переписом 2010 року, у місті мешкало 6918 осіб у 2977 домогосподарствах у складі 1665 родин. Густота населення становила 1317 осіб/км².  Було 3231 помешкання (615/км²).
Расовий склад населення:
| - 94,2 % — білих - 1,0 % — корінних американців - 0,9 % — азіатів - 0,8 % — чорних або афроамериканців - 0,1 % — вихідців з тихоокеанських островів |

До двох чи більше рас належало 2,7 %. Частка іспаномовних становила 1,8 % від усіх жителів.
За віковим діапазоном населення розподілялося таким чином: 23,7 % — особи молодші 18 років, 64,3 % — особи у віці 18—64 років, 12,0 % — особи у віці 65 років та старші. Медіана віку мешканця становила 36,3 року. На 100 осіб жіночої статі у місті припадало 92,5 чоловіків;  на 100 жінок у віці від 18 років та старших — 87,4 чоловіків також старших 18 років.
Середній дохід на одне домашнє господарство  становив 56 374 долари США (медіана — 44 013), а середній дохід на одну сім'ю — 73 672 долари (медіана — 69 519). Медіана доходів становила 45 589 доларів для чоловіків та 47 787 доларів для жінок. За межею бідності перебувало 14,8 % осіб, у тому числі 20,1 % дітей у віці до 18 років та 7,7 % осіб у віці 65 років та старших.
Цивільне працевлаштоване населення становило 3476 осіб. Основні галузі зайнятості: освіта, охорона здоров'я та соціальна допомога — 29,5 %, мистецтво, розваги та відпочинок — 11,8 %, роздрібна торгівля — 9,6 %, виробництво — 9,0 %.